# Undula paraensis
Undula paraensis is een buikharige uit de familie Chaetonotidae. Het dier komt uit het geslacht Undula. Undula paraensis werd in 1991 voor het eerst wetenschappelijk beschreven door Kisielewski. 